# کلود رودیر
کلود رودیر (فرانسوی: Claude Rodier‎؛ ۲۱ ژوئیهٔ ۱۹۰۳ در سنت الیو لمین – ۱۱ نوامبر ۱۹۴۴ در اردوگاه کار اجباری راونسبروک در آلمان)، فیزیک‌دان و عضو جنبش مقاومت ملی فرانسه (MUR) در اوورنی اهل فرانسه بود.

## زندگی‌نامه

### زندگی اولیه و تحصیلات
کلود رودیر در تاریخ ۲۱ ژوئیه ۱۹۰۳ در سنت الیو لمین پوی-دو-دم در فرانسه در خانواده ای از معلمان سکولار و جمهوری‌خواه متولد شد. اجداد او از معدنچیان بوده‌اند و یکی از پدربزرگ‌هایش در یک فاجعه بزرگ معدن جان خود را از دست داده بود.
کلود یک دانشجوی درخشان بود و در سال ۱۹۲۱ در École Normale Supérieure یک مؤسسه دانشگاهی برای دختران جوان در شهر سور (Sèvres) ثبت نام کرد. در این مؤسسه او دوره‌های متعددی را که توسط فیزیک‌دان ضدفاشیست پل لانژون تدریس می‌شد، گذراند. او عنوان جوانترین نفر را داشت که توانست به مدرک agrégé در فیزیک که بالاترین مدرک در فرانسه بود، دستیابی پیدا کند.

### قبل از جنگ جهانی دوم
پس از مدتی تدریس در پامیه، کلود به ریوم رفت و در آنجا معلم مدرسه راهنمایی دختران شد. او در در تاریخ ۲۸ اوت ۱۹۲۶ با پی‌یر ویرلوگو، یک مهندس سرامیک جوان، در کلرمون-فران ازدواج کرد. این زوج دو پسر داشتند: ژان (۲۰۰۶–۱۹۲۷) و مارک (۱۹۳۴–۲۰۰۸).
در سال ۱۹۲۹، او و شوهرش یک کسب و کار سرامیک را به نام سرامیک کوره (Fired Stoneware) تشکیل دادند. او از تخصص خود در امر فیزیک و شیمی در شرکت استفاده می‌کرد.

### در جنگ جهانی دوم
در سال ۱۹۳۹، در آغاز جنگ جهانی دوم، سفارت ایالات متحده آمریکا به رودیر مراجعه کرد، و با توجه به دانش او به فیزیک اتمی، به او پیشنهاد مهاجرت به آمریکا را ارائه کرد. او که به آینده فرانسه امید داشت و همچنین نگران شرکت خانوادگی و کودکان خردسالش بود، با این پیشنهاد موافقت نکرد.
در سال ۱۹۴۰، نیروی کار در دسترس شرکت به دلیل تعداد زندانیان جنگی که در آلمان بازداشت شده بودند، کاهش یافت و رودیر به تدریس در مدرسه دخترانه در ریوم بازگشت.

## دستگیری
کلود رودیر در ۸ فوریه سال ۱۹۴۴ همراه با همسرش پی‌یر و دو پسرش، ژان ۱۷ ساله و مارک ۱۰ ساله دستگیر شد. کودکان همان روز آزاد شدند. او در زندان نظامی لشکر ۹۲ پیاده‌نظام فرانسه، همراه با همسر ژنرال آندره مارتو و ماری پفیستر، مادربزرگ نویسنده پاتریک رینال، نگهداری می‌شد. ماری پفیستر تا روز مرگش همراه او ماند.

### اردوگاه کار اجباری
پس از رسیدن به اردوگاه کار اجباری راونسبروک، یکی دیگر از اسیرانی که به‌طور جداگانه از هنگ ۹۲ آمده بود، خودکشی همسرش را در شب بازداشت اش در هنگ Anthéroche در ریوم به او خبر داد.
کلود رودیر برای چندین هفته در راونسبروک باقی ماند. جایی که ژنیو دوگل آنتونیوز، اودت سانسوم، مارگاریت بوبیر-نویمن و ژرمن تیلون نیز زندانی بودند. نازی‌ها انتظار داشتند که رودیر به عنوان فیزیکدان اتمی در برنامه تسلیحات هسته ای آلمان شرکت کند. رد این همکاری به معنی کار در تخلیه بار زغال‌سنگ در Schwedt See بود. او ماندن در این اردوگاه کار اجباری را انتخاب کرد.

### درگذشت
در همین اردوگاه بود که او به بیماری پلورزی مبتلا شد و در ۱۰ نوامبر ۱۹۴۴ درگذشت.

## یادبود
ژنیو دوگل آنتونیوز پس از بازگشت از آلمان به فرانسه در ۲۹ ژوئیه ۱۹۴۵، عینک کلود را با خود از آلمان آورد و به والدین کلود تقدیم کرد.

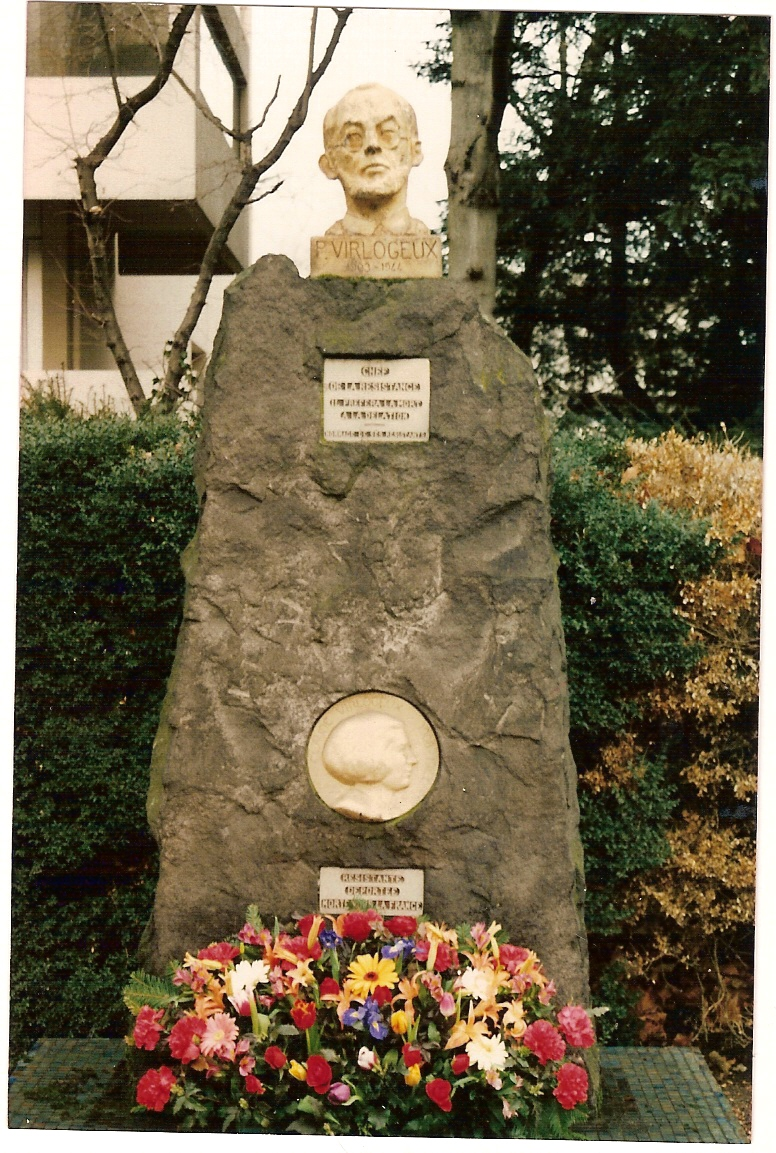
بنای یادبود کلود رودیر و پی‌یر ویرلوگو

پس از جنگ، شهرداری ریوم نام خیابان ریوم شاتلگویان را به خیابان ویرلوگو (Virlogeux) تغییر داد. در این خیابان یادبودی برای رودیر و همسرش پی‌یر ویرلوگو نیز بنا نمود. در این یادبود عکسی از کلود رودیر از کنار و همچنین مجسمه سنگی از پی‌یر ویرلوگو کار شده‌است. هر دو این آثار هنری را پی‌یر خودش درست کرده بود.
پارکی که متعلق به قرن نوزدهم در امتداد این خیابان وجود دارد نیز به افتخار آنها به اسم میدان Virlogeux نام گذاری شده‌است.
دبیرستان عمومی ریوم که روی هنگ Anthéroche که محل خودکشی پیر بود ساخته شده‌است، به نام مدرسه پیر و کلود Virlogeux نام گذاری شده‌است.